# 失去的十年
失落的十年（日语：失われた10年），指1991年时日本泡沫經濟破滅而導致經濟停滯的時期，該術語最初指的是日本1990年代經濟不再獲得迅猛增長，但2000年代和2010年代的經濟持續不景氣，因此又有失落的二十年（失われた20年）感慨失去了20年應該有的增長，甚至到了失落的三十年（失われた30年）的叫法。
雖然說這些年日本GDP每年還有增加，但從1991年到2003年僅增長1.14%，而2000年到2010年的平均實際增長率約為1%，均遠低於其他工業化國家。雪上加霜的是，其後受2008年全球金融危機、2011年的日本東北大地震、海嘯和福島核災難、以及COVID-19大流行打擊，經濟停滯現況持續到2020年代，日本經濟進一步衰退，債務水平繼續上升。在此期间中国超过日本成为世界第二大经济体。在1995年至2007年期間匯率稍微升值後又走弱下，日本的名義GDP從5.33兆美元下降到4.36兆美元，實際工資下降約5%。儘管1991年泡沫經濟破滅對日經濟挫折的程度和衡量標準存在一些爭論，但“失去的十年”的經濟影響已得到充分證實，日本政策制定者仍在努力振興經濟並應對其後果。

## 成因
日本在20世紀下半葉曾經歷一段長期的經濟奇蹟，但在1990年代初戛然而止。20世紀80年代後期，日本經濟體制的異常催生了大規模的投機性資產價格泡沫，泡沫是由日本中央銀行日本銀行通過稱為“窗口指導”的政策機制對銀行規定的過度貸款增長配額造成的。經濟學家保羅克魯格曼解釋道︰日本的銀行放貸多，但對借款人品質的考慮比其他任何人都少。在這樣做的過程中，他們幫助將泡沫經濟膨脹到離譜的程度。為了遏制投機並抑制通貨膨脹，日本銀行在1989年底大幅提高了銀行間拆借利率。
這種尖銳的政策導致房價大跌，骨牌效應下日本股市崩盤，股票和資產價格下跌，經濟泡沫破滅，導致過度槓桿化的日本銀行和保險公司賬面上滿是壞賬，金融機構通過政府的注資、央行的貸款和廉價信貸以及推遲確認損失的能力得到救助，最終變成了殭屍銀行，彭博新聞社的 Yalman Onaran 撰文表示，殭屍銀行是隨後長期停滯的原因之一。此外，《時代雜誌》的邁克爾·舒曼 (Michael Schuman) 寫道，這些銀行又需要不斷向無利可圖的“殭屍企業”注入新資金，以維持它們的生存，並聲稱它們太大而不能倒閉。 然而這些公司中的大多數都負債累累，除了依靠救助資金生存外，無能為力。 舒曼認為，直到這種做法結束，日本的經濟才開始復蘇。
最終，許多這些倒閉的公司變得難以為繼，並出現了一波整合浪潮，導致日本出現了四家國家銀行。許多日本企業在樂觀情緒時過度借貸，現在背負著沉重的債務，獲得信貸變得非常困難，甚至借款人轉向高利貸者尋求貸款。但一般人來說更多則是不願冒著借款風險，使得政府為了刺激經濟，還款利率一直維持很低，截至2012年，官方利率為0.1%，自1994年以來利率一直低於1%。

## 經濟影響
儘管2000年代日本經濟溫復甦，但日本此時已經人口老化，產業外移，泡沫經濟破滅後在低慾望時代，工作也不好找，社會追求維持內部穩定等想法，使得1980年代的炫耀性爆買、出國逛街習慣不再，導致經濟依舊未恢復到崩潰前的水平，對一般人而言比較能感受到的反而是國內物價水平便宜，生活開銷費用變得停滯不前，甚至購車購房越來越划算等現象，購買力倒是增加了，不過也因為緊縮持續，助長推遲消費的行為，景氣就振興不起來，仍廣泛影響整個日本經濟前景。同時期，豐田、索尼、松下、夏普和東芝等在1960年代至90年代主導各自行業的日本公司，開始不得不抵禦來自其他東亞國家，尤其是韓國和中國，競爭對手的激烈競爭，導致只能採取拼低價大量的不賺錢局面。1989年世界市值50強企業中，日本企業佔32家。 到2018年，只有豐田保持在前50名中。
許多日本公司開始用臨時工取代了大部分勞動力，臨時工幾乎沒有工作保障，福利也更少。 截至2009年，這些非傳統僱員佔勞動力的三分之一以上。對於更廣泛的日本勞動力來說，工資停滯不前。自人工自1997年達到頂峰以來，計入通貨膨脹後，日本實際工資已下降約了13%。根據厚生勞動省的調查顯示，2010 年的日本家庭收入已降至1987年的水平。據日本最大的信用評級機構帝國數據銀行統計，2010年日本所有企業的總銷售額比2000年下降了3.9%，即減少了13兆8482億日元。
現時的日本整體經濟仍嘗試在1991年金融危機中復甦，日本的GDP用了12年才恢復到1995年的水平，人均產出也落後。1991年，日本人均實際產出比澳大利亞高14%，但2011年實際產出已下降到比澳大利亞低 14%。在這20年的時間裡，日本經濟不僅在總產出方面被超越，而且在勞動效率方面也被超越，而此前它在這兩個方面都處於全球領先地位。 2018年日本勞動生產率在G7發達經濟體中最低，在OECD中也是最低的。
為了應對長期通貨緊縮和低增長，日本自1991年以來一直試圖寬鬆政策刺激經濟，因此出現越來越嚴重的財政赤字。這些經濟刺激充其量對日本經濟產生了模糊微小的影響，但卻加劇了日本政府的巨額債務負擔。 截至2022年，日本的債務水準約為1255兆日元， 佔GDP比例達到225.8%，是地球上所有國家中最高的，龐大的債務規模使該國金融健康狀況令人擔憂。
在最初的市場崩盤30年多後，日本仍在感受到“失去的十年”的影響，日本政策制定者嘗試通過改革來解決日本經濟的萎靡不振。安倍晉三於2012年12月當選日本首相後，推出了一項名為安倍經濟學的改革計劃，旨在解決日本“失去的十年”， 他的“三支箭”改革旨在解決日本長期處於低通脹、相對於其他發達國家工人生產率下降以及人口老齡化帶來的人口問題。最初，投資者對宣布的改革反應正面，日經指數從2008年的9,000點左右的低點反彈至2015年5月的20,000點。日本銀行設定了2%的消費者價格通脹目標初步成功。然而，安倍經濟學對工資和消費者信心的影響不大，共同社2014年1月的一項民意調查發現73% 的日本受訪者個人沒有注意到安倍經濟學的影響，只有28%的人預計會加薪，近70%的人考慮在消費稅上調後削減開支。2020年，日本經濟研究中心的齋藤潤表示，2019冠状病毒病疫情帶來的影響給日本長期處於起步階段的安倍經濟帶來了“最後一擊”。

## 關聯圖書
- 岩田規久男、宮川努編集/東洋經濟新報社/2003年 ISBN 4492394052
- 宮崎義一/中央公論社/1992年
- 村上龍/日本放送出版協會/2000年5月30日